# Igor Lambarschi
Igor Lambarschi (în rusă Игорь Ламбарский; n. 26 noiembrie 1992, Edineț, raionul Edineț, Republica Moldova) este un fotbalist mijlocaș moldovean și rus. A debutat în Prima Ligă Rusă pentru FC Krasnodar pe 5 martie 2012 într-un joc împotriva FC Rostov. În prezent evoluează la clubul FC Milsami Orhei.